# Sông Đak Pờ Tó
Đắk Pờ Tó, còn viết là Đăk P'Tó, là phụ lưu bờ phải sông Ea Pa trong hệ thống sông Ba. Đăk Pờ Tó chảy ở các huyện Mang Yang và Ia Pa tỉnh Gia Lai, Việt Nam .

## Dòng chảy
Đăk Pờ Tó bắt nguồn từ vùng đất xã Kon Chiêng huyện Mang Yang chảy hướng đông nam. 
Qua huyện Ia Pa sông chảy qua xã Pờ Tó, xã Chư Răng, tới xã Kim Tân thì sông đổ vào Ea Pa .

## Chỉ dẫn
1. ↑  Trong tiếng các dân tộc thuộc nhóm ngôn ngữ Môn-Khmer ở Tây Nguyên và trong tiếng Việt cổ (trước thế kỷ 16, xem Chữ Nôm) thì đăk đã có nghĩa là nước, sông, suối, còn krông nghĩa là sông. Trong tiếng  một số dân tộc Tây Nguyên khác thì ea và ia có nghĩa là nước, sông, suối.